# Lijst van voetbalinterlands Bermuda - Dominica (vrouwen)
Deze lijst van voetbalinterlands is een overzicht van alle officiële voetbalinterlands tussen de nationale vrouwenteams van Bermuda en Dominica. De landen hebben tot nu toe twee keer tegen elkaar gespeeld.

## Wedstrijden
| № | Plaats        | Datum          | Competitie                          | Wedstrijd          | Uitslag |
| - | ------------- | -------------- | ----------------------------------- | ------------------ | ------- |
| 1 | Saint John's  | 5 oktober 2007 | Olympische Spelen 2008 kwalificatie | Bermuda − Dominica | 2 − 0   |
| 2 | San Cristóbal | 9 juli 2011    | Olympische Spelen 2012 kwalificatie | Bermuda − Dominica | 5 − 0   |

## Samenvatting
| Competitie                     | Totaal gespeeld | Winst Bermuda | Gelijk | Winst Dominica | Doelsaldo Bermuda – Dominica |
| ------------------------------ | --------------- | ------------- | ------ | -------------- | ---------------------------- |
| Olympische Spelen kwalificatie | 2               | 2             | 0      | 0              | 7 − 0                        |
| Totaal                         | 2               | 2             | 0      | 0              | 7 − 0                        |

BFA · A-internationals · Bermudaans mannenelftal
2000 – 2009 · 2010 – 2019 · 2020 – 2029
Amerikaanse Maagdeneilanden ·
Antigua en Barbuda ·
Bahama's ·
Barbados ·
Belize ·
Cuba ·
Dominica ·
Dominicaanse Republiek ·
Faeröer ·
Grenada ·
Guyana ·
Haïti ·
Jamaica ·
Kaaimaneilanden ·
Puerto Rico ·
Saint Kitts en Nevis ·
Saint Vincent en de Grenadines ·
Suriname ·
Trinidad en Tobago ·
Turks- en Caicoseilanden